# Steve Bovay
Steve Bovay (Vevey, 25 november 1984) is een Zwitsers voormalig professioneel wielrenner. Hij reed twee seizoenen voor BMC Racing Team. In 2004 werd hij derde op het Zwitsers kampioenschap op de weg bij de beloften.

## Overwinningen
2006
- Rund Um die Rigi

## Grote rondes
Geen